# ФК Гружа
ФК Гружа је српски фудбалски клуб из Груже, општина Кнић. Oснован је 1947. године. Тренутно се такмичи у Зони Дунав, четвртом рангу фудбалских такмичења у Србији.

## Историја

### Оснивање клуба
Запослени радници у у руднику „Липница” и велики број младих из Груже и околних села су желели да покрену фудбалски клуб. Уз помоћ синдикалне организације Рудника и друштвено-политичких радника Груже, септембра месеца 1947. године основан је ФК „Млади рудар“. И млади и стари су са одушевљењем прихватили оснивање клуба. 
Тадашња власт обезбедила је простор за игралиште. Добровољним радом радника из Рудника и становника Груже, оспособљено је игралиште прописаних димензија, где се и данас налази. Први играчи у клубу били су младићи који су се вратили из рата, радници, ученици, као и дечаци из школе Гружа.
Прве такмичарске утакмице одиграли су у Првенству Среза  1948. године, где су поред „Младог рудара“ учествовали клубови из Кнића, Станова, Корићана, Драгобраће, Грошнице и Малих Пчелица. У то време основни услов да неко буде играч у клубу био је да је узоран радник, добар ђак и да има углед у својој средини.

### Први успеси
Формирањем Шумадијска лиге 1970. године у њој је почео да се такмичи и Млади рудар. У овом такмичењу „Млади рудар“ је пехар освојио 6 пута узастопно. Највећи успeх је остварен освајањем купа „Чика Даче“ 1972. године, у коме се на територији општина Крагујевац, Аранђеловац, Баточина, Топола, Рача и Кнић, сваке године такмичило око 200 клубова.
У години када је слављено 30 година од оснивања „Млади рудар“ је ушао у Шумадијско-поморавску лигу у којој се такмичио преко 12 година. Био је једини клуб са територије општине Кнић који се такмичио у овом рангу који је био изузетно квалитетан и организован.

### Новија историја
Од почетка 21. века, Гружа је редован учесник зонских такмичења и углавном завршава у горњем делу табеле. У сезони 2019/20. заузели су 1. место у Шумадијско-рашкој зони и пласирали се у Српску лигу Запад, трећи такмичарски ниво српског фудбала. У Српској лиги су у сезони 2020/21 заузели 16. место од 18. тимова и након једне сезоне испали у Зону где се и сада такмиче.

## Новији резултати
| Сезона   | Ранг | Лига                  | Позиција | ИГ  | Д  | Н | П  | ГД | ГП | ГР  | Бод | Куп                  |
| -------- | ---- | --------------------- | -------- | --- | -- | - | -- | -- | -- | --- | --- | -------------------- |
| 2010/11. | 4    | Зона Дунав            | 4.       | 30  | 14 | 3 | 14 | 49 | 43 | +6  | 43  | Није се квалификовао |
| 2011/12. | 4    | Зона Дунав            | 6.       | 30  | 14 | 4 | 12 | 45 | 39 | +6  | 46  | Није се квалификовао |
| 2012/13. | 4    | Зона Дунав            | 4.       | 28  | 13 | 4 | 11 | 48 | 38 | +10 | 43  | Није се квалификовао |
| 2013/14. | 4    | Зона Дунав            | 9.       | 30  | 13 | 4 | 13 | 41 | 41 | 0   | 43  | Није се квалификовао |
| 2014/15. | 4    | Зона Дунав            | 2.       | 30  | 16 | 4 | 10 | 45 | 23 | +22 | 52  | Није се квалификовао |
| 2015/16. | 4    | Зона Дунав            | 2.       | 28  | 17 | 7 | 4  | 61 | 28 | +33 | 58  | Није се квалификовао |
| 2016/17. | 4    | Зона Дунав            | 5.       | 28  | 14 | 6 | 8  | 50 | 31 | +19 | 48  | Није се квалификовао |
| 2017/18. | 4    | Зона Дунав            | 4.       | 30  | 16 | 7 | 7  | 71 | 44 | +27 | 55  | Није се квалификовао |
| 2018/19. | 4    | Шумадијско-рашка зона | 8.       | 26  | 10 | 2 | 14 | 54 | 47 | +7  | 32  | Није се квалификовао |
| 2019/20. | 4    | Шумадијско-рашка зона | 1.       | 161 | 12 | 2 | 2  | 38 | 15 | +23 | 38  | Није се квалификовао |
| 2020/21. | 3    | Српска лига Запад     | 16.      | 34  | 7  | 4 | 23 | 34 | 66 | -32 | 25  | Није се квалификовао |
| 2021/22. | 4    | Шумадијско-рашка зона | 8.       | 24  | 9  | 3 | 12 | 31 | 30 | +1  | 30  | Није се квалификовао |
| 2022/23. | 4    | Шумадијско-рашка зона | 9.       | 26  | 9  | 7 | 10 | 34 | 34 | 0   | 34  | Није се квалификовао |
| 2023/24. | 4    | Шумадијско-рашка зона | 5.       | 25  | 10 | 6 | 9  | 37 | 45 | -8  | 36  | Није се квалификовао |
| 2024/25. | 4    | Зона Дунав            | 3.       | 26  | 13 | 8 | 5  | 55 | 37 | +18 | 47  | Није се квалификовао |

- 1  Сезона прекинута након 16 кола због пандемије Корона вируса